# Srećko Dragičević
Srećko Dragičević (1912. – Madrid, 1978.), hrvatski diplomat i emigrantski djelatnik
Ataše za kulturu (1941. – 1945.) i otpravnik poslova veleposlanstva NDH u Madridu. Neslužbeno zastupanje Hrvatske preuzeo je nakon što je veleposlanik grof Janko pl. Pejačević nakon sloma NDH otišao u Argentinu i prepustio mu veleposlanstvo. Nakon ispražnjenog mjesta veleposlanika, od siječnja do svibnja 1945. upustio se u pregovore. Dragičević je preuzetu dužnost zastupanja Hrvatske izvrsno obavljao dok su to dopuštale političke prilike, a to je srećom trajalo dosta dugo. Od 1968. službeni predstavnik hrvatskih izbjeglica u Španjolskoj.
Član Zajednice Hrvata u Španjolskoj (Union Croata en Espańa), čijem je Odboru bio predsjednik. Također bio je predsjednik Središnjeg odbora Zajednice Hrvata u Španjolskoj za nastup na Međunarodnom euharistijskom kongresu u Barceloni. Za Kongres je s Andrijom Ilićem, Lukom Brajnovićem i fra Brunom Raspudićem pripremio brošuru Croatia.
Suprug hrvatske kulturne djelatnice Nevenke Belić Dragičević, suosnivačice slavenskog odjela u znanstvenoj instituciji »Consejo Superior de las Investigaciones Cientificas«, zadužene za knjižnicu te ustanove i hrvatsku sekciju.